# Schmidt Vera
Schmidt Vera (Miskolc, 1982. május 4.) dalszerző, énekesnő. A TV2 Megasztár című műsorában tűnt fel 2003-ban, ahol ötödik helyezést ért el, ezután jelent meg első lemeze, Nézhetnélek címmel.

## Karrierje
Édesapja tanította gitározni, ezt követően nővérével családi és iskolai ünnepeken, tanári esteken léptek fel. Három évig zeneiskolába járt, ahol zongorán, furulyán és hegedűn is tanult játszani. Középiskolai évei alatt (Miskolcon a Földes Ferenc Gimnázium) amatőr együttesével fesztiválokon, Miskolcon és Miskolc környékbeli városokban léptek fel.
Schmidt Vera a 2003/2004-es Megasztár vetélkedőn (TV2) ötödik helyezést ért el. Ezt követően Jamie Winchester és Hrutka Róbert segítségével készítette el első nagylemezét Nézhetnélek címen.
Schmidt Vera által előadott dalok, a „Megasztár” műsorban
- 11. döntő : Nézhetnélek – Schmidt Vera
- 11. döntő : Csillagdal – Pierrot
- 10. döntő: Kiss From The Rose – Seal
- 9. döntő: Norwegian Wood (This Bird Has Flown) – Beatles
- 9. döntő: Let It Be- Beatles
- 8. döntő: You'll Be In My Heart – Phil Collins
- 8. döntő: We Have All the Time in the World – Louis Armstrong
- 7. döntő: We are the world – az eredeti dalt írta: Michael Jackson és Lionel Richie
- 7. döntő: I Still Haven't Found What I'm Looking For – U2
- 6. döntő: Thank you – Dido
- 5. döntő: Minden szónál többet ér egy dal – Máté Péter
- 5. döntő: Várj, míg felkel majd a nap – Demjén Ferenc
- 5. döntő: Egyszer véget ér… – Máté Péter
- 5. döntő: Fújom a dalt – Máté Péter
- 4. döntő: Something Stupid  – eredetileg Robbie Williams duettje Nicole Kidmannel
- 4. döntő: Another Day in Paradise  – Phil Collins
- Egyéb: Sweet Dreams – Patsy Cline

## Schmidt Vera és zenekara
Jamie Winchester és Hrutka Róbert segített Schmidt Vera saját együttesének megszervezésében. A megalakulásakor Schmidt Vera Band névre hallgató formáció tagjai: Tóth Zoltán: billentyűk, Juhász Gergő: basszusgitár, Szabó Zoltán: gitárok, Kotler Ákos: dob.
2005 őszén módosult az együttes felállása és elnevezése: Schmidt Vera és Zenekara. Tagjai: Schmidt Vera: ének, akusztikus gitárok, Tóth Zoltán: billentyűk, vokál, Juhász Gergő: basszusgitár, Hámori Máté: gitárok, vokál, Kottler Ákos: dob.

## Magánélete
Az ELTE matematikatanár szakos hallgatója. 2007-től férje Kovács Csaba. 2009. április 24-én született meg első gyermekük, Kovács Bendegúz. 2012-ben Bonifáccal, majd 2013-ban újabb kisfiúval gyarapodott családjuk.

## Diszkográfia

### Albumok
- Megasztár – Válogatás (2004)

Válogatáslemez, rajta Schmidt Vera előadásában első saját dala hallható, az eredeti lassú verzióban.
- Best Of Megasztár (2004)

Válogatáslemez, rajta Schmidt Vera előadásában a "Thank you" dal hallható, amely eredetileg Dido dala.
- Nézhetnélek (első lemez 2005)

A lemez Jamie Winchester és Hrutka Róbert segítségével készült el.
- Csak játszom (Keresztes Ildikó szólólemeze 2010)

Keresztes Ildikó nagylemezén Schmidt Vera a "Magányos csónak" c. dalban vokálozik.